# Pallavolo Palermo 2000-2001
Questa voce raccoglie le informazioni riguardanti la Pallavolo Palermo nelle competizioni ufficiali della stagione 2000-2001.

## Organigramma societario
Area tecnica
- Allenatore: Amedeo Serio (fino al 3 dicembre 2000), Marcello Levatino (dal 9 dicembre 2000 all'11 marzo 2001), Amedeo Serio (dal 18 marzo 2001)
- Allenatore in seconda: Luis Álvarez

Area sanitaria
- Medico: Silvano Maggio
- Fisioterapista: Francesco Dragotta

## Rosa
| N° | Nome                 | Ruolo | Data di nascita   | Nazionalità sportiva |
| -- | -------------------- | ----- | ----------------- | -------------------- |
| 1  | Nuris Arias Done     | O     | 20 maggio 1973    | Rep. Dominicana      |
| 2  | Elena Butnaru        | C     | 27 aprile 1975    | Romania              |
| 3  | Luminita Trombitas   | P     | 5 luglio 1971     | Romania              |
| 4  | Evelyn Carrera       | L     | 10 gennaio 1971   | Rep. Dominicana      |
| 5  | Tatiana Ivaniushkina | S     | 18 settembre 1966 | Ucraina              |
| 6  | Ana Paula Mancino    | P     | 22 novembre 1971  | Italia               |
| 7  | Chiara Menichetti    | C     | 5 luglio 1977     | Italia               |
| 8  | Maria Czako          | S     | 12 settembre 1974 | Ungheria             |
| 9  | Vanessa Wouters      | S     | -                 | Belgio               |
| 10 | Elena Elfimova       | S     | 28 dicembre 1972  | Russia               |
| 10 | Annalisa Cadè        | L     | 15 maggio 1967    | Italia               |
| 11 | Beti Rimać           | S     | 14 gennaio 1976   | Croazia              |
| 11 | Tatiana Artmenko     | S     | 2 settembre 1976  | Israele              |
| 12 | Vania Beccaria       | S     | 24 luglio 1973    | Italia               |
| 13 | Katerina Bozková     | C     | 19 giugno 1973    | Rep. Ceca            |
| 14 | Cinzia Perona        | C     | 16 maggio 1973    | Italia               |